# Дітер Зейденкранц
Дітер Зейденкранц (нім. Dieter Seidenkranz, нар. 22 липня 1966, Зауерланд, Німеччина — пом. 6 серпня 2006,  Рорбах, Верхня Баварія) — відомий німецький стронгмен та актор. Переможець змагання Найсильніша Людина Німеччини 2005.

## Життєпис
У віці одного року його батьки переїхали до міста Розенгайм, з шести років займався дзюдо а у віці 21 року почав займатися силовими вправами. 23 липня 2005 року в місті Розенгайм виграв змагання за звання Найсильнішої Людини Німеччини.
Окрім спортивних досягнень значно зростала його слава на телебаченні. Він знімався в таких стрічках як Сіска, Спеціальний загін «Кобра 11» тощо. 
У вільний час працював продавцем в компанії у місті Інгольштадт.
Помер у віці 40 років 6 серпня 2006 року